# Sierra de Sangra
Sierra de Sangra är en bergskedja i Argentina, på gränsen till Chile. Den ligger i den södra delen av landet, 1 900 km sydväst om huvudstaden Buenos Aires.
Trakten runt Sierra de Sangra består i huvudsak av gräsmarker. Trakten runt Sierra de Sangra är nära nog obefolkad, med mindre än två invånare per kvadratkilometer.